# Профсоюзная марка

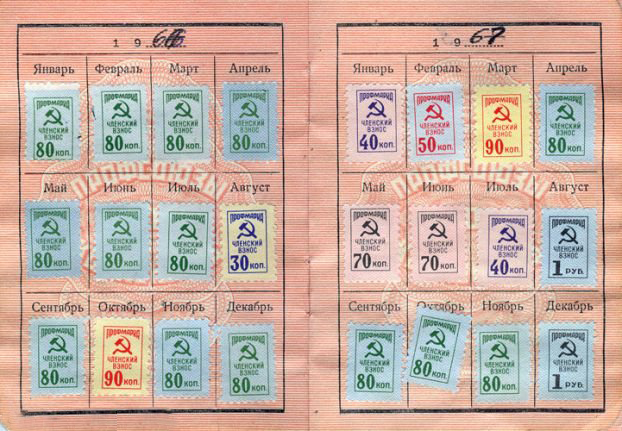
Профсоюзные марки восьмого выпуска на профсоюзном билете (СССР, 1960-е годы)

Профсою́зные ма́рки — группа знаков добровольных сборов, выпускающихся профессиональными союзами и использующихся при сборе периодических или разовых взносов их членов в бюджет союза или в специальные фонды.

## История и описание
Профсоюзные марки выпускали и продолжают выпускать в ряде стран мира. Так, например, при уплате членского взноса Федерации профсоюзов металлургов Франции в профсоюзную книжку вклеиваются марки достоинством в 6 евро. В прошлом профсоюзные марки (англ. dues stamps) использовались для сбора членских взносов таким международным профсоюзом, как Индустриальные рабочие мира. В 1940 году состоялся выпуск марок Комитета профсоюзов Эстонии, в 1941 году были выпущены марки Центрального бюро профсоюзов Латвии, находившегося в то время в подчинении немецких оккупационных органов.

## Примеры профсоюзных марок

### Восточная Германия
С 1945 года Объединение свободных немецких профсоюзов (нем. FDGB) издавало профсоюзные марки на территории советской зоны оккупации Германии, с 1949 года — в ГДР. Марки FDGB были следующих видов:
- для уплаты вступительного взноса (Beitrittsmarken); с 1953 года такие марки стали иметь отрывной корешок (Talon), который вклеивался в учётную карточку члена;
- для уплаты ежемесячных взносов (Beitragsmarken);
- для уплаты добровольных взносов (Spendenmarken):
  - к памятным дням, годовщинам и съездам;
  - в фонд солидарности (Solidaritätsmarken), сборы от которых шли на различные цели, указанные на марке (например, в помощь народу Вьетнама);
  - специальные марки (Sondermarken), которые выпускались ежегодно с 1946 до 1989 год к 1 Мая;
- контрольные (Kontrollmarken);
- факультативные (Fakulta), использовавшиеся для добровольного страхования членов;
- для членов профсоюза, работавших в Западном Берлине, которые представляли собой основные виды марок FDGB, но с надпечатками «W» или «DM».

В профсоюзном билете члена FDGB образца 1970 годов страницы с 10-й по 29-ю были отведены для вклеивания марок уплаты ежемесячных взносов и марок уплаты взноса в фонд солидарности. Страницы с 30-й по 40-ю были предусмотрены также для марок уплаты взноса в фонд солидарности и специальных марок.
| Профсоюзный билет члена FDGB (ГДР, 1970-е годы) | Профсоюзный билет члена FDGB (ГДР, 1970-е годы) |
| ----------------------------------------------- | ----------------------------------------------- |
|                                                 |                                                 |

### Российская империя

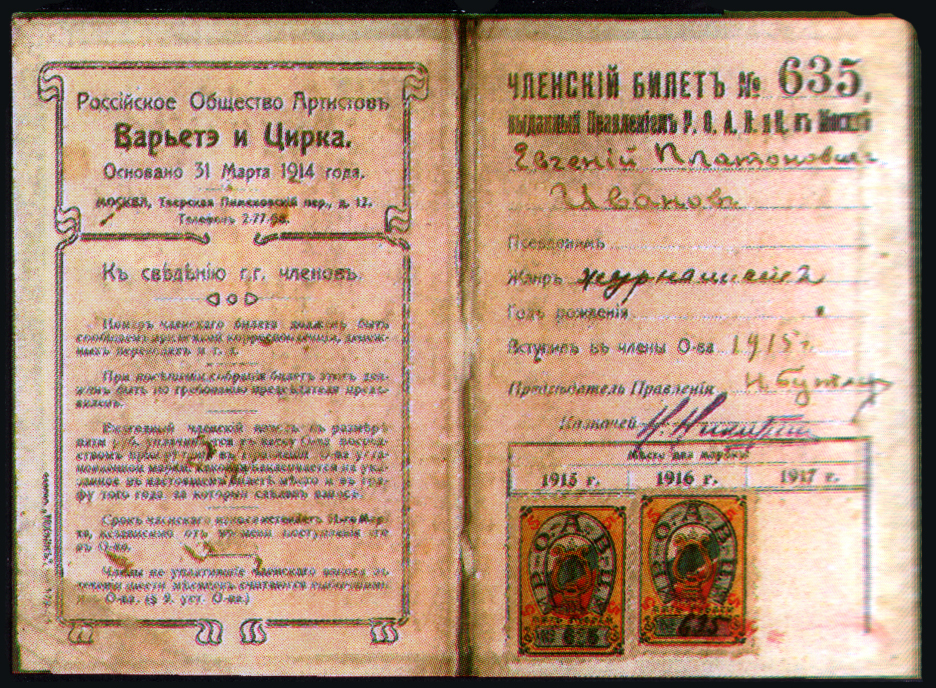
Профсоюзные марки Российского общества артистов варьете и цирка на членском билете (1914)

До перехода к применению единых профсоюзных марок, каждый союз (общество) выпускал свои собственные знаки или применял систему отметок в членских билетах. Отдельные выпуски профсоюзных марок в России производились до 1918 года. Известен, например, выпуск профмарок Союза рабочих по обработке дерева, датируемый 1908 годом, Саратовского союза деревообделочников, Профессионального союза рабочих парикмахерских Петербурга, Профессионального союза рабочих по выделки кож и производству кожаных изделий, Российского общества артистов варьете и цирка — 1914 года и другие.

### СССР
Массовое издание профсоюзных марок характерно для периода 1920-х годов. Так, например, с 1925 по 1930 год свои марки выпускал Ленинградский губернский (с 1930 — областной) совет профессиональных союзов, с 1925 по 1926 год — Псковский губернский совет профессиональных союзов, в 1925 году — Тверской совет профессиональных союзов. В Белорусской ССР собственные марки выпускал, предположительно в 1926 году, Гомельский совет профессиональных союзов.
С 1931 года в СССР прекратился выпуск марок отдельными профсоюзами и начал осуществляться переход на использование стандартных марок, выпускавшихся Всесоюзным центральным советом профессиональных союзов (ВЦСПС). Некоторое время, до израсходования запасов марок выпусков отдельных профсоюзов, использовались оба вида знаков. Обычно от уплаты взносов члены профсоюза освобождались на периоды болезни или безработицы.

#### Выпуски ВЦСПС

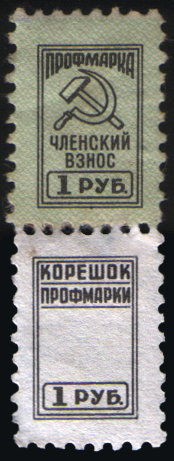
Профсоюзная марка седьмого выпуска с корешком (1961)

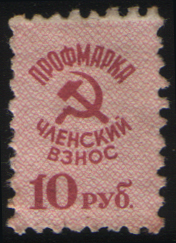
Профсоюзная марка шестого выпуска (1944)

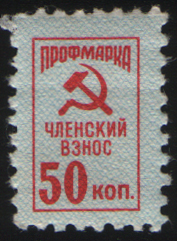
Профсоюзная марка восьмого выпуска (1963)

Начиная с 1930-х годов ВЦСПС осуществил восемь выпусков марок. Все они представляют собой делимые знаки, то есть знаки ревеню, состоящие из нескольких частей (двух или трёх), правила использования которых предусматривает раздельное хранение каждой части.
Первый выпуск, предположительно 1930 года, состоял из 21 марки с номиналами от 30 копеек до 10 рублей и одной безноминальной марки для освобождённых от уплаты профсоюзного сбора по болезни. Марки были отпечатаны типографским способом на белой бумаге с водяным знаком «ковёр». На них изображены серп и молот и дан текст: «ВЦСПС Единая профсоюзная чл.[енская] марка». На корешке текст: «ВЦСПС». Печатание знаков производилось в два приёма. Сначала печаталась часть, общая для всех марок и корешков выпуска, затем — номинал. клише номиналов листа формировалось простым набором типографского шрифта.
Основное отличие знаков первого выпуска от второго, вышедшего в 1931 году: полное отсутствие точек после сокращённых названий валюты и обозначения номинала копеечных марок типа «к 30 к» (у знаков второго выпуска они типа «30 коп.»). Также у марок второго выпуска был изменён текст на корешке: «Контрольный корешок профмарки ВЦСПС».
Третий выпуск состоялся предположительно в 1934 году. Оформление марок было как и у первого выпуска, но изменился текст: «ВЦСПС Единая профмарка чл. взнос». Также изменилось оформление корешка: слово «ВЦСПС» было удалено, а текст «Корешок профмарки» размещён по диагонали и подчёркнут прямой линией.
Марки четвёртого (предположительно 1936 года) отпечатаны на бумаге без водяных знаков, пятого (предположительно 1939 года) — офсетным способом. Оформление этих выпусков не отличается от оформления марок третьего выпуска.
Предположительно в 1944 году состоялся шестой выпуск марок с новым оформлением. На марках был дан текст: «Профмарка Членский взнос», на корешке — «Корешок профмарки». Эти марки издавались значительными тиражами, отличающимися оттенками красок и незначительными отличиями клише.
В 1961 году, в связи с деноминацией рубля, был осуществлён седьмой выпуск марок ВЦСПС. Марки с новым рисунком, заключённым в двойную рамку 9 × 14 мм, номинал помещён на плашке, выделенной рамкой. Последний восьмой выпуск марок ВЦСПС состоялся в 1963 году. Был изменён рисунок марки, рамка стала одинарной.
В 1983 году членские взносы начали удерживаться нанимателями из заработной платы работников, а затем перечисляться соответствующим союзам. С введением этого порядка отпала необходимость в членских марках и их использование было прекращено.

#### Марки сборов в международные фонды

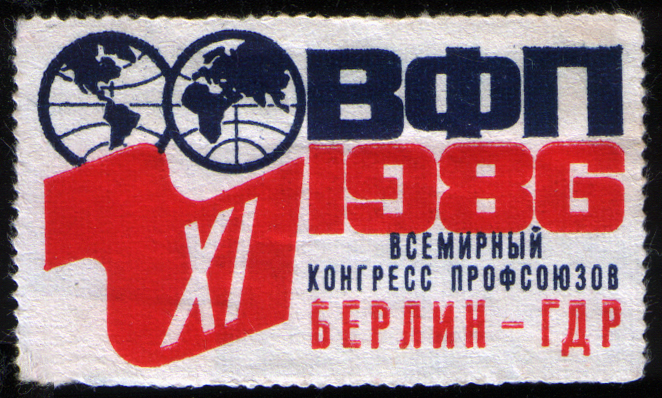
Марка, приуроченная к XI Всемирному конгрессу профсоюзов в Берлине (1985)

Марки сборов в международные фонды распространялись среди членов профессиональных союзов принудительно по цене, установленной ВЦСПС. Известны четыре выпуска подобных марок. Первый был осуществлён в 1978 году. На марке изображена эмблема Всемирной федерации профсоюзов (фр. FSM) — полушария земного шара, поддерживаемые руками людей трёх рас, и дан текст: фр. «Solidarité» («солидарность»). На нижнем поле марки — контрольный номер. Марка без номинала.
Второй выпуск состоялся в 1981 году и был приурочен к X Всемирному конгрессу профсоюзов. На марке изображена эмблема ВФП на фоне римской цифры «X», руки людей трёх рас в рукопожатии и дан текст: «ВФП 1982 — Гавана / X Всемирный конгресс профсоюзов / Борьба — единство действий — мир / ВФП». В слове «Гавана» вместо кириллической буквы «Н» использована латинская «N». Марка без номинала, продажная цена — 50 копеек.
Третий выпуск, 1985 года, был приурочен к XI Всемирному конгрессу профсоюзов. На марке изображены полушария земного шара и дан текст: «ВФП / 1986 / XI Всемирный / конгресс профсоюзов / Берлин — ГДР». Марка без номинала, продажная цена — 50 копеек. Рисунок марки четвёртого выпуска (1989 год) повторял рисунок марки третьего выпуска, но с изменённым текстом: «ВФП / 1990 / XII Всемирный / конгресс профсоюзов / Москва — СССР». Марка без номинала.